# Bohadschia vitiensis
Holothurie de sable brune
Espèce
Statut de conservation UICN

 DD  : Données insuffisantes
Bohadschia vitiensis, communément appelé l’Holothurie de sable brune, est une espèce de concombres de mer de la famille des Holothuriidae.

## Description
C'est une holothurie d'aspect caractéristique, avec un corps allongé en cylindre, et arrondi aux deux extrémités, où se trouvent la bouche (en position légèrement ventrale) et à l'autre bout l'anus.
Cette holothurie arbore une robe jaune doré à orangée ponctuée d'orange-brun (à la base des podia et papilles). La face ventrale est plus claire. Sa taille varie de 13 cm à 30 voire 50 cm de long, pour un poids pouvant aller jusqu'à 1,6 kg. Cette holothurie est munie de tubes de Cuvier, et sa bouche est entourée de vingt tentacules peltés rétractiles.

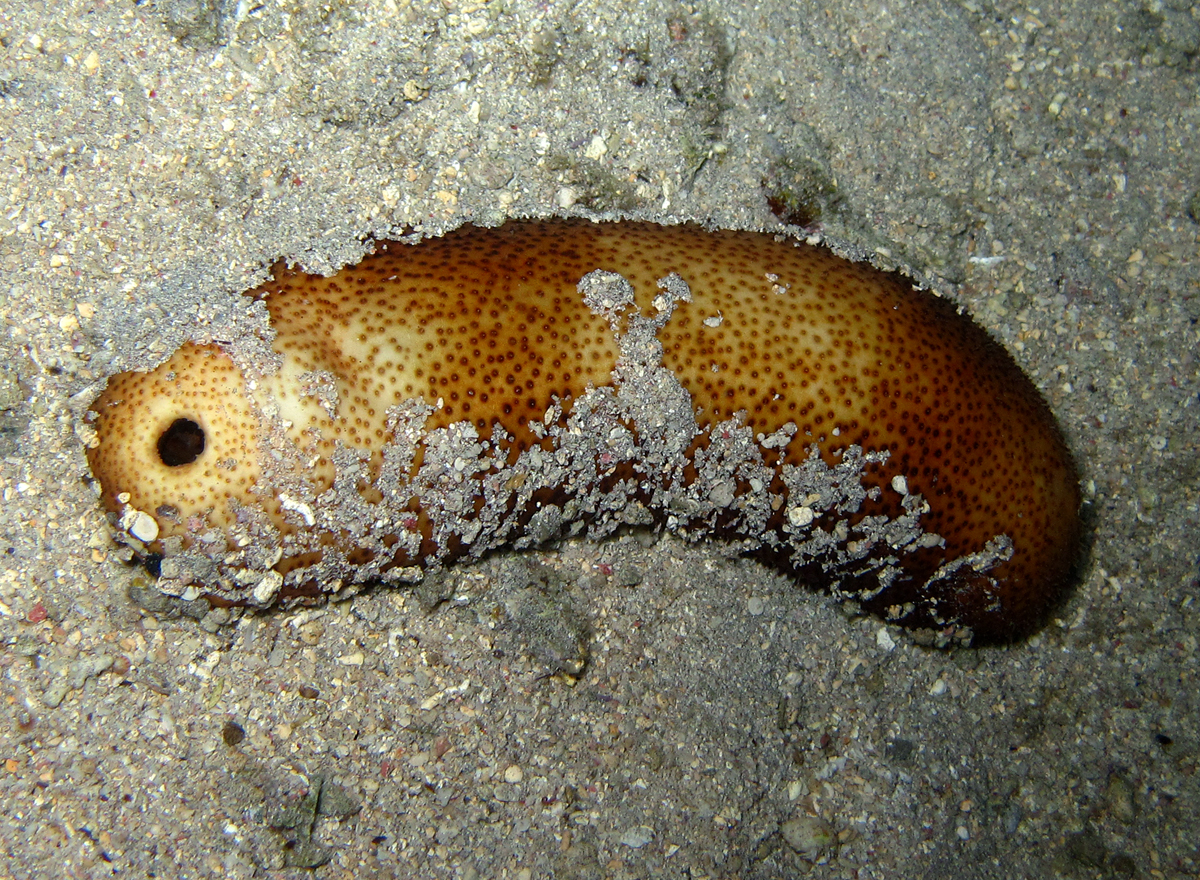
Bohadschia vitiensis à La Réunion.

Cette espèce peut être confondue avec sa voisine Bohadschia subrubra. Elle est aussi très proche de Bohadschia marmorata, et certains scientifiques suspectent qu'il pourrait s'agir d'une seule et même espèce.

## Habitat et répartition
Cette holothurie est relativement commune dans les eaux tropicales du bassin Indo-Pacifique, depuis les côtes est-africaines jusqu'à la Polynésie, et du Japon à l'Australie orientale.
On la trouve typiquement plus ou moins enfoncée dans le sédiment sur les parties calmes des récifs de corail sableux et dans les lagons qui y sont liés, entre la surface et une vingtaine de mètres de profondeur, parfois jusqu'à 200 m.

## Écologie et comportement
Comme toutes les holothuries, cette espèce est détritivore. Elle ramasse le sédiment à l'aide de ses tentacules buccaux pour les amener à sa bouche et en extraire les particules organiques dont elle se nourrit.
Cette holothurie produit un mucus collant qui lui permet de se couvrir de sable pour se protéger. À la moindre menace, elle libère ses tubes de Cuvier, dont le contact peut provoquer des inflammations de l'épiderme des Hommes.

## Relations à l'homme
Cette holothurie est comestible, mais elle est considérée en Asie comme un « trepang » de second choix, et ne fait donc pas l'objet d'une exploitation commerciale intensive, d'autant que ses tubes de Cuvier rendent la pêche pénible.
Comme cette espèce est largement répandue et d'un intérêt commercial limité, elle n'est pas considérée comme une espèce en danger à court terme par l'UICN, et son statut de protection est encore indéterminé.